# Mistrzostwa Europy w Judo 2007
56. Mistrzostwa Europy w Judo odbywały się od 6 kwietnia do 8 kwietnia 2007 roku w Belgradzie (Serbia). Mistrzostwa Europy w kategorii open odbyły się 1 grudnia 2007 w Warszawie. Turniej drużynowy rozegrano 27 października w Mińsku.

## Mężczyźni
| Konkurencja: | Złoto | Srebro | Brąz |
| -60kg        | Rusłan Kiszmachow | Howhannes Dawtian | Nestor Chergiani Gal Yekutiel |
| -66kg        | Zaza Kedelaszwili | Miloš Mijalković | Tomasz Adamiec Benjamin Darbelet |
| -73kg        | Sałamu Mieżydow | Dawit Kewchiszwili | Georgi Georgiew Kanstancin Siamionau |
| -81kg        | Robert Krawczyk | Siarhiej Szundzikau | Euan Burton Guillaume Elmont |
| -90kg        | Wałentyn Hrekow | Irakli Cirekidze | David Alarza Roberto Meloni |
| -100kg       | Dániel Hadfi | Rusłan Gasymow | Frédéric Demontfaucon Ari’el Ze’ewi |
| +100kg       | Teddy Riner | Lasza Gudżedżiani | Aleksandr Michajlin Andreas Tölzer |
| Open         | Aleksandr Michajlin | Ihar Makarau | Martin Padar Przemysław Matyjaszek |
| Drużynowo    | Gruzja · Nestor Chergiani · Zaza Kedelaszwili · Mindia Khomizuri · Grigol Shinjikashvili · Irakli Cirekidze · Lewan Żorżoliani · Lasza Gudżedżiani · (Betkil Szukwani, Giorgi Baindurashvili) | Francja · Cyril Soyer · Jordan Amoros · Mickaël Remilien · Axel Clerget · Hervé Fichot · Cyrille Maret · Jean-Sébastien Bonvoisin | Białoruś · Siarhei Novikov · Yuriy Shaiko · Konstantin Siamionau · Mikalai Barkouski · Andrei Kiptsevich · Yauhen Biadulin · Juri Rybak · (Sergei Kukharenka, Aliaksandr Stsiashenka) · Rosja · Artur Muslimov · Alim Gadanow · Alexander Burylov · Kamil Magomedov · Zafar Machmadow · Aslan Unashkhotlov · Aleksandr Michajlin · (Ivan Martynov, Konstantin Zaretsky) |

## Kobiety
| Konkurencja: | Złoto | Srebro | Brąz |
| -48kg        | Alina Dumitru | Valentina Moscatt | Frédérique Jossinet Vanesa Arenas |
| -52kg        | Telma Monteiro | Audrey La Rizza | Ilse Heylen Petra Nareks |
| -57kg        | Isabel Fernández | Yvonne Boenisch | Sabrina Filzmoser Kifayət Qasımova |
| -63kg        | Lucie Décosse | Urška Žolnir | Claudia Heill Anna von Harnier |
| -70kg        | Gévrise Émane | Katarzyna Piłocik | Edith Bosch Maryna Pryszczepa |
| -78kg        | Stéphanie Possamaï | Wiera Moskaluk | Michelle Rogers Esther San Miguel |
| +78kg        | Anne-Sophie Mondière | Carola Uilenhoed | Tea Donguzaszwili Lucija Polavder |
| Open         | Jelena Iwaszczenko | Anaid Mkhitaryan | Ketty Mathé Małgorzata Górnicka |
| Drużynowo    | Francja · Aurore Climence · Caroline Lantoine · Sarah Loko · Valériane Fichot · Mylène Chollet · Lucie Louette · Ketty Mathé | Rosja · Natalia Kondratieva · Ludmiła Bogdanowa · Jekatierina Mielnikowa · Yulia Kotova · Natalia Kazantseva · Svetlana Fedorova · Jelena Iwaszczenko · (Anna Alexandrova, Olesya Ovseichuk, Natalija Komowa · Arina Pchelintseva) | Białoruś · Volha Leshchanka · Marina Zharskaya · Katsiaryna Prakapenka · Katarina Filinovich · Katsiaryna Radzevich · Yuliya Barysik · (Katsiaryna Razumava · Oksana Ablamskaya · Anastasya Leshkova · Maryia Kuzniatsova) · Polska · Katarzyna Pułkośnik · Iwona Machałek · Inga Kołodziej · Agata Ozdoba · Beata Rainczuk · Agnieszka Chlipała · Marzena Makuła |

## Klasyfikacja medalowa
| Miejsce | Państwo         | Złoto | Srebro | Brąz | Razem |
| ------- | --------------- | ----- | ------ | ---- | ----- |
| 1       | Francja         | 6     | 2      | 4    | 12    |
| 2       | Rosja           | 4     | 3      | 3    | 10    |
| 3       | Gruzja          | 2     | 3      | 1    | 6     |
| 4       | Polska          | 1     | 1      | 4    | 6     |
| 5       | Hiszpania       | 1     | 0      | 3    | 4     |
| 6       | Ukraina         | 1     | 0      | 1    | 2     |
| 7       | Węgry           | 1     | 0      | 0    | 1     |
| –       | Portugalia      | 1     | 0      | 0    | 1     |
| –       | Rumunia         | 1     | 0      | 0    | 1     |
| 10      | Białoruś        | 0     | 2      | 3    | 5     |
| 11      | Niemcy          | 0     | 1      | 2    | 3     |
| –       | Holandia        | 0     | 1      | 2    | 3     |
| –       | Słowenia        | 0     | 1      | 2    | 3     |
| 14      | Włochy          | 0     | 1      | 1    | 2     |
| 15      | Armenia         | 0     | 1      | 0    | 1     |
| –       | Serbia          | 0     | 1      | 0    | 1     |
| 17      | Austria         | 0     | 0      | 2    | 2     |
| –       | Wielka Brytania | 0     | 0      | 2    | 2     |
| –       | Izrael          | 0     | 0      | 2    | 2     |
| 20      | Azerbejdżan     | 0     | 0      | 1    | 1     |
| –       | Belgia          | 0     | 0      | 1    | 1     |
| –       | Bułgaria        | 0     | 0      | 1    | 1     |
| –       | Estonia         | 0     | 0      | 1    | 1     |